# Z 파이터스
《Z 파이터스》(태국어: กัดกระชากเกรียน)는 태국에서 제작된 포이 아논 감독의 2017년 액션, 공포 영화이다. 푸바돌 베크웅사 등이 주연으로 출연하였다. 2017년 4월 6일 개봉되었다.

## 출연
- 푸바돌 베크웅사 : 람보 역
- 코라크릿 라오트라쿨 : 오디 역
- 키티팟 사만트라쿨차이 : 쿠퍼 역
- 워라차이 시리꽁수완